# Riegsee (település)
Riegsee település Németországban, azon belül Bajorországban. Lakosainak száma 1287 fő (2023. december 31.). Riegsee Ohlstadt és Großweil községekkel határos.

## Népesség
A település népessége az elmúlt években az alábbi módon változott:
| Lakosok száma | 260  | 576  | 677  | 1000 | 1196 | 1181 | 1200 | 1205 | 1234 | 1287 |
|               | 1875 | 1950 | 1975 | 1987 | 2012 | 2014 | 2016 | 2017 | 2021 | 2023 |